# 日本ペイントホールディングス
日本ペイントホールディングス株式会社（にっぽんペイントホールディングス、英: Nippon Paint Holdings Co., Ltd.）は、大阪府大阪市北区に本社を置く日本ペイントホールディングスグループの持株会社。JPX日経インデックス400の構成銘柄の一つ。

## 概要
1881年に前身である「光明社」創業。1962年にシンガポール塗料大手のWUTHELAMと提携。2014年に組織再編し、現社名に変更。
近年、WUTHELAMの子会社となり、現在WUTHELAM傘下のNipsea International Limitedが、日本ペイントホールディングス株式の約55％を保有している。

## 沿革
公式ホームページ「沿革」参照
- 1881年（明治14年）-  創業者・茂木重次郎が東京都港区三田に茂木重次郎が共同組合光明社創立。
- 1893年（明治26年）- 合資会社に改組。
- 1896年（明治29年）- 光明合資会社に改称。
- 1898年（明治31年）3月 - 光明合資会社の事業を継承し、東京・南品川に日本ペイント製造株式会社設立。
- 1927年（昭和2年）11月 - 日本ペイント株式会社に商号変更。
- 1931年（昭和6年）11月 - 本社を大阪に移転。
- 1962年（昭和37年）8月 - シンガポールに合弁会社、パン・マレーシア・ペイント社（現・NIPPON PAINT (SINGAPORE) COMPANY PRIVATE LIMITED）を設立。
- 2014年（平成26年）
  - 10月1日 - 持株会社体制へ移行。日本ペイントホールディングス株式会社に商号変更。日本ペイント株式会社（2代目）を設立し、塗料事業全般及び非塗料事業を同社に承継。
  - 11月 - WUTHELAMグループと戦略的提携
- 2015年（平成27年）4月1日 - 日本ペイント（2代目）を事業別に4社に分社化し、各事業の国内関連子会社を統合。
- 2017年（平成29年）11月 - 米国塗料大手であるAxalta Coating Systems Ltd.に買収提案（後に撤回[7]）。
- 2019年（平成31年）
  - 4月17日 - 同年8月中旬をめどにニュージーランドを中心にハイブランド塗料・DIY用品の製造販売を担うDuluxGroup Limited（オーストラリア証券取引所上場企業）を子会社化することを発表[8]。
  - 4月26日 - 同年6月を目途にトルコの大手塗料メーカーであるBetekグループを買収することを発表[9]。
- 2020年（令和2年）4月1日 - 東京都中央区京橋にグローバル本社機能を有する東京本社を設置[10]。
- 2021年（令和3年）1月1日 - 欧州地域を除く自動車用塗料事業の組織再編を完了。
- 2024年（令和6年）7月22日 - 港区港南に東京本社を移転。余談だが、港区は創業地となった区である[11]。

## 国内の主要関係会社
- 日本ペイント・オートモーティブコーティングス（大阪府枚方市）
- 日本ペイント（東京都品川区）
- 日本ペイント・インダストリアルコーティングス（東京都品川区）
- 日本ペイント・サーフケミカルズ（東京都品川区）
- 日本ペイントマリン（大阪市北区）
- エーエスペイント（愛知県豊明市）
- ニッペホームプロダクツ（東京都品川区）
- 日本ペイント防食コーティングス（千葉県船橋市）
- 日本ペイントマテリアルズ（大阪市北区）
- 日本ペイントコーポレートソリューションズ（大阪市北区）

## グループ拠点
- 国内工場
  - 日本ペイント・オートモーティブコーティングス
    - 栃木工場（栃木県宇都宮市）
    - 埼玉工場（埼玉県加須市）
    - 愛知高浜工場（愛知県高浜市）
    - 愛知武豊工場（愛知県知多郡武豊町）
    - 岡山工場（岡山県勝田郡勝央町）
    - 防府分工場（山口県防府市）

  - 日本ペイント・インダストリアルコーティングス
    - 千葉工場（千葉県東金市）

  - 日本ペイント・サーフケミカルズ
    - 栃木工場（栃木県宇都宮市）
    - 岡山工場（岡山県勝田郡勝央町）
- 海外
  - 日本ペイント・オートモーティブコーティングス
    - 中国、韓国、台湾、インドネシア、インド、ブラジル、メキシコ

  - 日本ペイント・サーフケミカルズ
    - 中国、韓国、台湾、シンガポール、タイ、マレーシア、フィリピン、インドネシア、ベトナム、アメリカ、カナダ

## 日本ペイントマレッツ(女子卓球チーム)
2017年1月にチーム発足。第1弾の所属選手は加藤美優、その後日本生命から田代早紀が移籍。
2018年10月からスタートするTリーグに参入を発表。これに伴い、同社の登録商標である「槌印 (つちじるし)」にちなみ、槌を英訳した「マレッツ」という愛称が設定された。
2018年3月、新たに松平志穂が、10月には馮天薇、李皓晴、打浪優が加入。
詳しくは日本ペイントマレッツを参照。